# Toys/Die Dreaming
Toys/Die Dreaming ist ein Jazzalbum von JD Allen. Die im Januar 2020 entstandenen Aufnahmen erschienen im September 2020 auf Savant Records. Es ist Allens zweites Album mit seinem regulären Trio mit dem Bassisten Ian Kenselaar und dem Schlagzeuger Nic Cacioppo nach Barracoon von 2019.

## Hintergrund
Der Tenorsaxophonist JD Allen hat in den letzten zwölf Jahren als Bandleader (meist mit Gregg August, Bass und Rudy Royston am Schlagzeug) durchschnittlich ein Album pro Jahr eingespielt, notierte Derek Taylor. Alle bis wenige Einträge in dieser Liste (etwa mit Liberty Ellman und Orrin Evans) entsprechen dem Trio-Format, das Sonny Rollins erstmals in den 1950er-Jahren in verschiedenen Sessions angewandt hat, um das Vorhandensein eines herkömmlichen Akkordinstruments zu vermeiden.

## Titelliste
- JD Allen: Toys / Die Dreaming  (Savant  SCD 2184)[2]

1. You’re My Thrill (Jay Gorney, JD Allen: Toys/Die Dreaming Sidney Clare) 9:32
2. The G Thing 6:41
3. Die Dreaming (Peter Lin) 5:57
4. Red Label 6:29
5. Toys 4:15
6. I Should Care (Alex Stordahl, Paul Weston, Sammy Cahn) 5:09
7. Elegua (The Trickster) 6:59

Sofern nicht anders angegeben, stammen alle Kompositionen von JD Allen.

## Rezeption

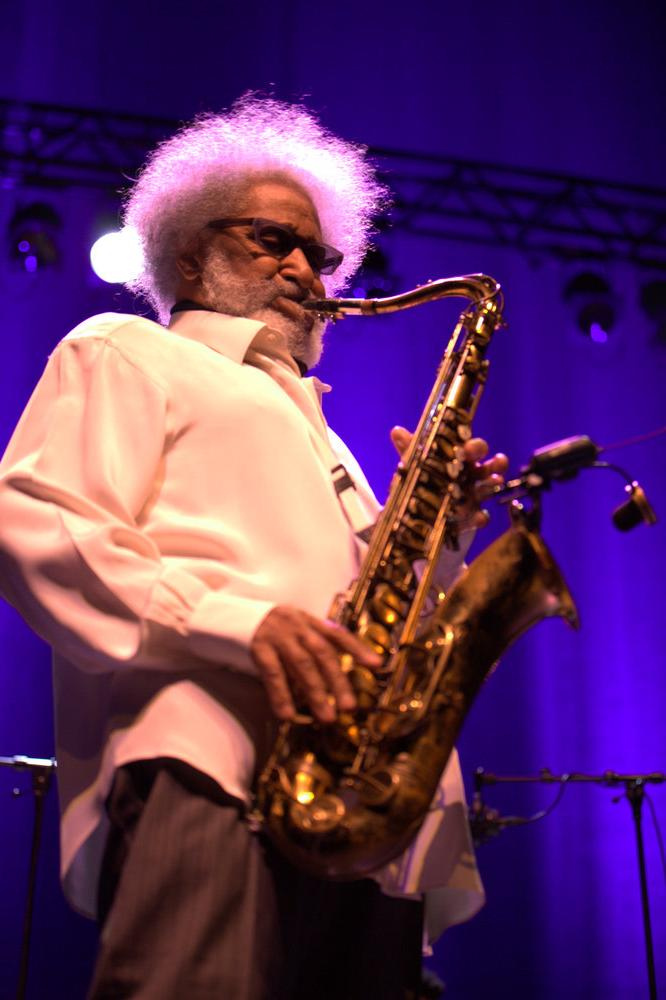
Sonny Rollins 2011

JD Allens 14. Album erfuhr durchweg positive Resonanz; die Redaktion von JazzTimes listete das Album auf Rang 17 der besten Neuveröffentlichungen des Jahres. Der Kritiker von Jazziz lobte, JD Allens Ansatz habe eine ansprechende Reinheit. Sein Spektrum auf dem Tenorsaxophon reiche von seinem großartigen, luxuriösen Ton bis zur langmütigen Klarheit. Peter Margasak (The Quietus) zählte das Album zu den besten Neuveröffentlichungen des Jahres 2020 und schrieb, das Trio swinge wie verrückt, gleichzeitig grabe sich die Rhythmusgruppe so tief in die glatten Grooves ein und finde endlose Variationen und Klangfarben, dass der Bandleader unendlich viel Raum zu haben scheint, um seine schroffen, aber sehr gefühlvollen Improvisationen zu entfalten. Sein vollmundiger Ton gehöre heute zu den besten und agilsten Ansätzen im Jazz und rufe auf eine durchaus zeitgemäße Weise die Geister von Sonny Rollins und John Coltrane hervor, lobt der Autor. „Wenn Menschen über Musik als etwas Zeitloses sprechen, sollten sie sich darauf beziehen.“
Nach Meinung von Suzanne Lorge (Down Beat) mischte der Tenorsaxophonist JD Allen die Namen zweier individualistischer Stücke zusammen und gelangte zum Titel seines neuen Albums Toys/Die Dreaming. Das erste, „Toys“, schwele als frei melodisches Wiederkäuen, wobei Allen neben seinem Bassisten und Schlagzeuger impressionistische Linien aufspüre. Das zweite Stück, „Die Dreaming“, pulsiere mit rhythmischer Beharrlichkeit. Beide Tracks, so unterschiedlich sie auch seien, veranschaulichten die fortschrittliche Form des Musikspiels, die Allen durch seine strengen Kompositionen so selbstbewusst ausdrücke.
George W. Harris ging in Jazz Weekly auf Allens Begleitmusiker ein; seiner Ansicht nach lockere sich Bassist Kenselaar à la Jimmy Garrison, während Schlagzeuger Cacioppo auf einem fließenden und sandigen „You’re My Thrill“ und einem grobkörnigen „Elegua (The Trickster)“ den Puls von Elvin Jones hervorrufe. Sein Sound fülle den Raum in der latschend daherkommenden Ballade „The G Thing“ und predige über Kenselaars pochenden Puls in „Die Dreaming“, während er auf den weiträumigen „Toys“ Belcanto spiele.
Derek Taylor schrieb in Dusted, auf ihrem zweiten Album erlebe man das Trio zurück in einem Programm, das die übliche Präferenz des Saxophonisten für Sparsamkeit im Ausdruck optimiere und sich dennoch zu einem Musikset summiere, das sich der traditionellen LP-Länge annähert. JD Allens Einflüsse und Vorlieben sind niemals undurchsichtig oder erfunden, resümiert Taylor; „diese unfehlbare und ansteckende Gelassenheit kommt hier zum Tragen.“
Aiesha D. Little schrieb im Cincinnati Magazine, das Ziel dieser Aufnahme sei es gewesen, die Reichweite [der Ausdrucksmöglichkeiten] zu zeigen. Toys/Die Dreaming gebe einen anderen Ton an als das Vorgängeralbum Barracoon, aber beide sollten (Zitat Allen) „wie zwei verschiedene Intensitäten derselben Band klingen“.